# 2017 في العلوم
عددا من الفعاليات العلمية حدثت في عام 2017. أعلنت الأمم المتحدة عام 2017 العام الدولي من السياحة المستدامة من أجل التنمية.

## الأحداث

### كانون الثاني / يناير
- 4 كانون الثاني / يناير

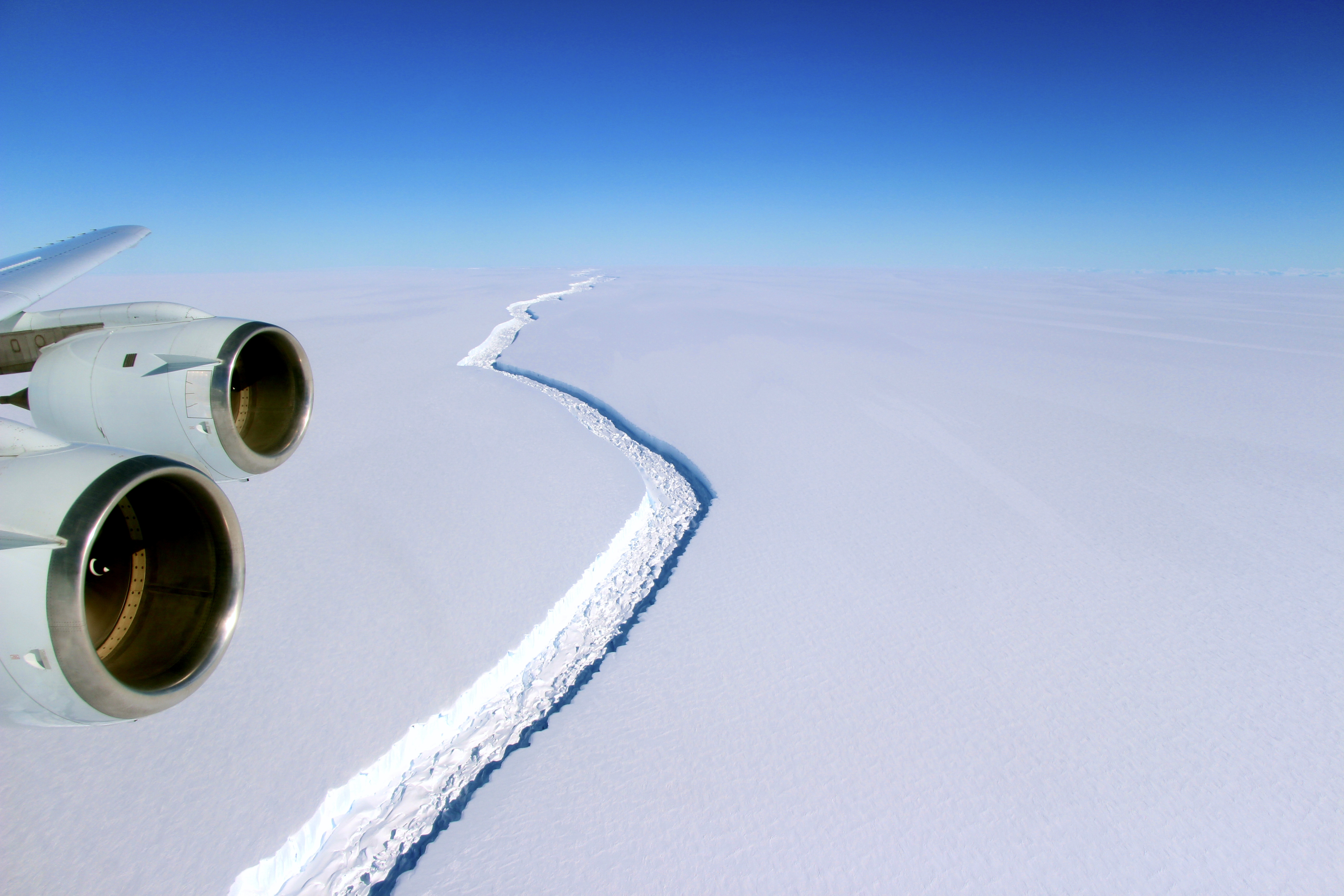
6 كانون الثاني / يناير: جزء من لارسن ج الجرف الجليدي في خطر الانهيار.

  - دراسة نشرت في مجلة علوم تلقي مزيدا من الشك على وجود «وقفة» في الاحترار العالمي، مع مزيد من الأدلة على أن درجة حرارة المحيطات قد تم التقليل من شأنها.[2][3]
  - جوجل تكشف أن لاعب غامض من لعبة غو يدعى «سيد اللعبة» بعد 60 انتصار و0 خسارة - أكثر من حوالي 7 أيام، هو في الواقع نسخة محسنة من AlphaGo منظمة العفو الدولية.[4]
  - كون الباحثون في جامعة ولاية ميشيغان مركب كيميائي من المحتمل أن يكون قادرا على وقف انتشار سرطان الجلد بنسبة 90%.[5]
  - ناسا تعلن عن اثنين من الخيارات في برنامجها البعثات الاستكشافية – بعثة لوسى - إلى زيارة العديد من الكويكبات، بما في ذلك المشتري أحصنة طروادة، لزيارة الكويكب الكبير سايكي 16.[6][7]
- 5 كانون الثاني / يناير – شركة التأمين اليابانية، Fukoku أعلنت عن أن 34 من العاملين في المكتب سيتم استبدالهم مع IBM' واتسون منظمة العفو الدولية.[8]
- 6 كانون الثاني / يناير
  - جزء كبير من ( لارسن ج ) الجرف الجليدي يوشك ان يُكسر في القارة القطبية الجنوبية. ومن المتوقع أن تصبح واحدة من أكبر 10 جبال جليدية التي سُجلت على الإطلاق، وترك كل رف عرضة في المستقبل للانهيار، والتي من شأنها تقوم برفع مستويات البحار في العالم حوالي 10 سم.[9]
  - باحثون في معهد ماساتشوستس للتكنولوجيا يقومون بتصميم واحدة من أقوى المواد خفيفة الوزن، عن طريق ضغط ودمج رقائق من الجرافين. هذه المواد الجديدة تمتلك مسامات عالية جدا.تتنبأ المحاكاة الحاسوبية انه من الممكن جعل المادة مع كثافة 5 في المئة فقط من الصلب، ولكن تكون بذلك أقوي عشرات المرات.[10]
  - علماء وكالة ناسا ينشرون صورة للـ الأرض والقمر من مسافة تصل 127 مليون ميل عن كوكب المريخ من قبل مركبة استكشاف المريخ المدارية.[11] (ذات الصورة التي اتخذتها الفضول روفر على سطح المريخ)

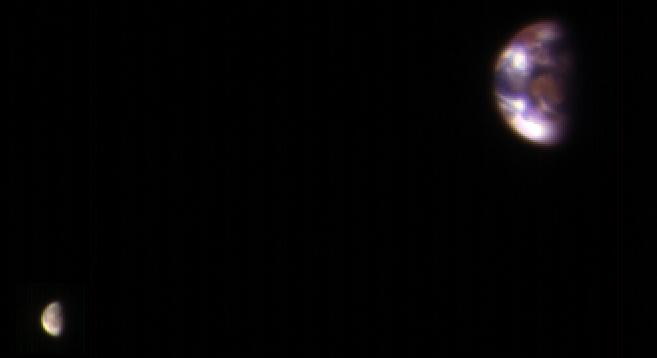
6 كانون الثاني / يناير: الأرض والقمر من مسافة تصل إلى 127 مليون ميل من كوكب المريخ من قبل MRO.

- 9 كانون الثاني / يناير – الباحثون في كلية كينجز في لندن يقولون ان هناك طريقة لاستخدام ادوية الزهايمر لتحفيز تجديد الخلايا الجذعية في لب الأسنان.[12][13]
- 10 كانون الثاني / يناير – اكتشف الباحثون أن الدبقية، وليس الخلايا العصبية هي الأكثر تضررا من شيخوخة الدماغ.[14]
- 11 كانون الثاني / يناير
  - نوع جديد من جيبون اسمه Hoolock tianxing ، تم تحديدها في جنوب غرب الصين.[15]
  - تعلن جامعة كارنيجي ميلون عن برنامج ذكاء اصطناعي للتغلب على البشر في لعبة البوكر.[16][17]
- 12 كانون الثاني / يناير – اكتشف العلماء في معهد أبحاث سكريبس TZAP ، وهو البروتين الذي يربط نهايات الكروموسومات ويحدد طول التيلوميرات.[18]
- 14 كانون الثاني / يناير
  - استخدم الباحثون في جامعة سيدني البيانات الكبيرة للتنبؤ بكيفية عمل نظام الكم ومنع انهيارها من الحدوث.[19]
  - سبيس اكس تستأنف رحلاتها بعد انطلاق انفجار في أيلول / سبتمبر 2016. وهي قابلة لإعادة الاستخدام فالكون 9 الذي قام بتوصل 10 مركبات بنجاح في المدار، إيريديوم، قبل أن يعود إلى منصة الهبوط في المحيط.[20][21]
- 16 كانون الثاني / يناير
  - يعمل علماء الفلك على الاكاتسوكي مسبار الفضاء اليابانية والتي تكشف عن احتمال وجود موجات الجاذبية على كوكب الزهرة في كانون الأول / ديسمبر 2015.[22]
  - نشر الباحثون دليل على أن أول جنس بشري دخل أمريكا الشمالية لأول مرة كان حوالي 24,000 BP (قبل الحالية) خلال ارتفاع آخر عصر جليدي. وهذا بحوالي 10 آلاف سنة قبل ما كان يُعتقد به سابقا.[23]

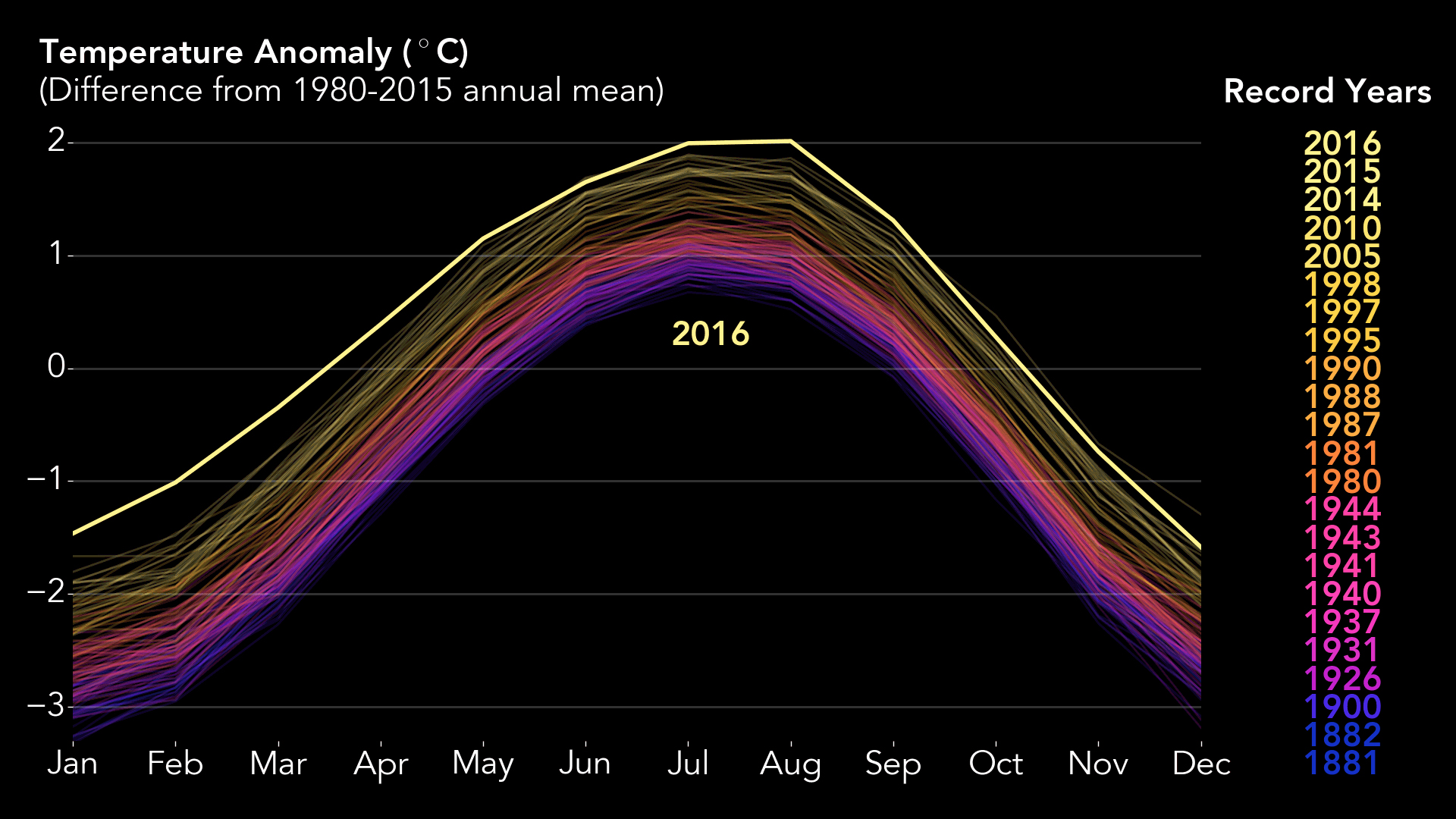
18 كانون الثاني / يناير: تأكد ناسا ونوا ان في عام 2016 كان العام الأكثر سخونة على الاطلاق على مستوى العالم.

- 17 كانون الثاني / يناير – الحكومة الصينية تعلن عن خطط النموذج الأول بسرعة إكساسكيل العملاق بحلول نهاية العام.[24]
- 18 كانون الثاني / يناير
  - قام الباحثون في جامعة هارفارد بصنع «روبوت لين» الذي يلتف حول القلب ويساعد في عملية ضخ الدم، ويحتمل أن يُقدم كخيارجديد للمرضى الذين يعانون من فشل القلب.[25]
  - تحليلات مستقلة من قبل وكالة ناسا والإدارة الوطنية للمحيطات والغلاف الجوي (نوا) أن عام 2016 كان العام الأكثر سخونة على الإطلاق، بمعدل 0.99 °C (1.78 °F).[26]
- 19 كانون الثاني / يناير
  - دراسة نشرت في الطبيعة تحذر من أن بعض أهم المحاصيل في الولايات المتحدة هي في خطر «خسائر فادحة وكبيرة في المحاصيل» بسبب ارتفاع درجات الحرارة في وقت لاحق من هذا القرن، ومن المحتمل ان تتراجع المحاصيل بنسبة 20% من القمح، 40% من فول الصويا وتقريبا 50% من الذرة.[27]
  - قام الباحثون في جامعة نورث وسترن بتطوير نظام يمكن أن ينفذ في الإنسان لاختبار الذكاء.[28]

- 23 كانون الثاني / يناير

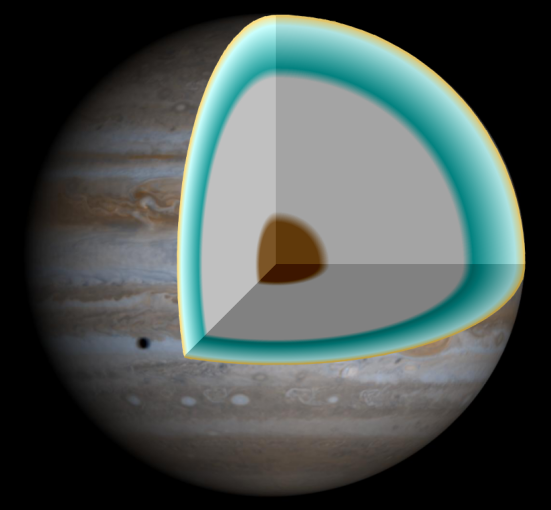
26 كانون الثاني / يناير: قام العلماء في جامعة هارفارد بخلق كمية صغيرة من الهيدروجين المعدني لأول مرة. والذي يوجد عادة في المشتري.

  - أظهر الباحثون نموذج 3D طابعة يمكنها طباعة جلد الإنسان بالكامل.[29]
  - أنشا العلماء في معهد أبحاث سكريبس أول كائن شبه صناعي مستقر. يحمل الاسم X و Y في الشفرة الوراثية إلى أجل غير مسمى. يقول الفريق أنه يمكن أن يصنع أشكال جديدة من الحياة باستخدام ذلك الحمض النووي الصناعي، مع العديد من الاستخدامات المحتملة في الطب.[30][31]
- 26 كانون الثاني / يناير
  - الباحثون في معهد سالك قاموا بخلق أول هجين من انسان-خنزير، والذي يحتوي على معلومات وراثية من كلا النوعين.[32][33][34]
  - قام علماء في جامعة هارفارد بخلق كمية صغيرة من الهيدروجين المعدني للمرة الأولى.[35][36][37]
- 27 كانون الثاني / يناير – تقرير من الاتحاد الأوروبي بـ مركز البحوث المشتركة ويخلص إلى أنه إذا ارتفعت درجة الحرارة العالمية بنسبة 4 °C, فان مخاطر الفيضانات في البلدان سوف تمثل أكثر من 70% من سكان العالم ومن الناتج المحلي الإجمالي العالمي بنسبة أكثر من 500%.[38]
- 30 كانون الثاني / يناير – تقارير إخبارية اختراع بطاريات جديدة امنة. على أساس متين الليثيوم، ادعت أن لديها ضعف سعة التخزين من بطاريات ليثيوم أيون. وتم عرضه على برنامج PBS NOVA TV البحث عن بطارية فائقة.[39][40]

### شباط / فبراير
- 1 شباط / فبراير
  - قام باحثون من جامعة ساسكس بنشر أول مخططا عمليا لكيفية بناء جهاز كمبيوتر الكم.[41][42]
  - قام الباحثون بتطوير كريستال سائل أزرق جديد والذي يمكن أن يزيد حدة أجهزة التلفاز وشاشات الكمبيوتر وغيرها بثلاث أضعاف كما يقوم بخفض الطاقة اللازمة لتشغيل الجهاز.[43]

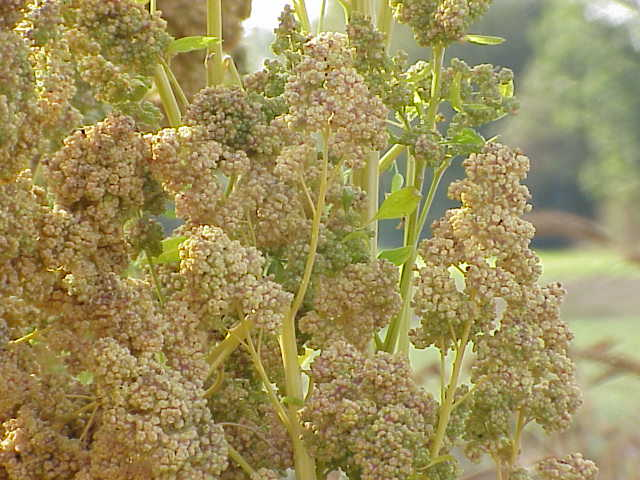
8 شباط / فبراير: فك شفرة الجينوم الخاص بـ الكينوا.

- 6 فبراير – تم صناعة أول مركب هيليوم مستقر.[44][45] حيث أن عنصر الهيليوم هو من العناصر الخاملة.
- 7 شباط / فبراير
  - أُعلن عن النجم الغامض «القزم الأبيض بولسار» والذي يقع 380 سنة ضوئية من الأرض.[46]
  - الكويكب 2017 BQ6 مر في غضون 6.6 مسافة قمرية من الأرض في 6:36 بالتوقيت العالمي.
- 8 شباط / فبراير
  - فك شفرة الجينوم الخاص بـ الكينوا من قبل الباحثين في جامعة الملك عبد الله للعلوم والتكنولوجيا.[47]
  - ناسا تنشر تقريرا يبين أهداف المهمة من دون طيار يوروبا على سطح المسبار.[48]
- 9 شباط / فبراير – صنع باحثون في اليابان في المعهد الوطني للعلوم الصناعية المتقدمة والتكنولوجيا روبوت مثل النحل بدون طيار قادرة على تلقيح الزهور.[49][50]
- 10 شباط / فبراير
  - دراسة في مجلة الأنثروبوسين أن النشاط البشري قام بتغيير المناخ 170 مرة أسرع من العمليات الطبيعية.[51]
  - دراسة من جامعة بافالو، وذلك باستخدام أربعة عقود كأدلة، أنه لا توجد أي صلة بين الهجرة وارتفاع معدلات الجريمة.[52]
- 14 شباط / فبراير – تعطي لجنة من الأكاديمية الوطنية للعلوم والأكاديمية الوطنية من الدواء الحذر من دعم تحرير الجينات من الأجنة البشرية.[53]

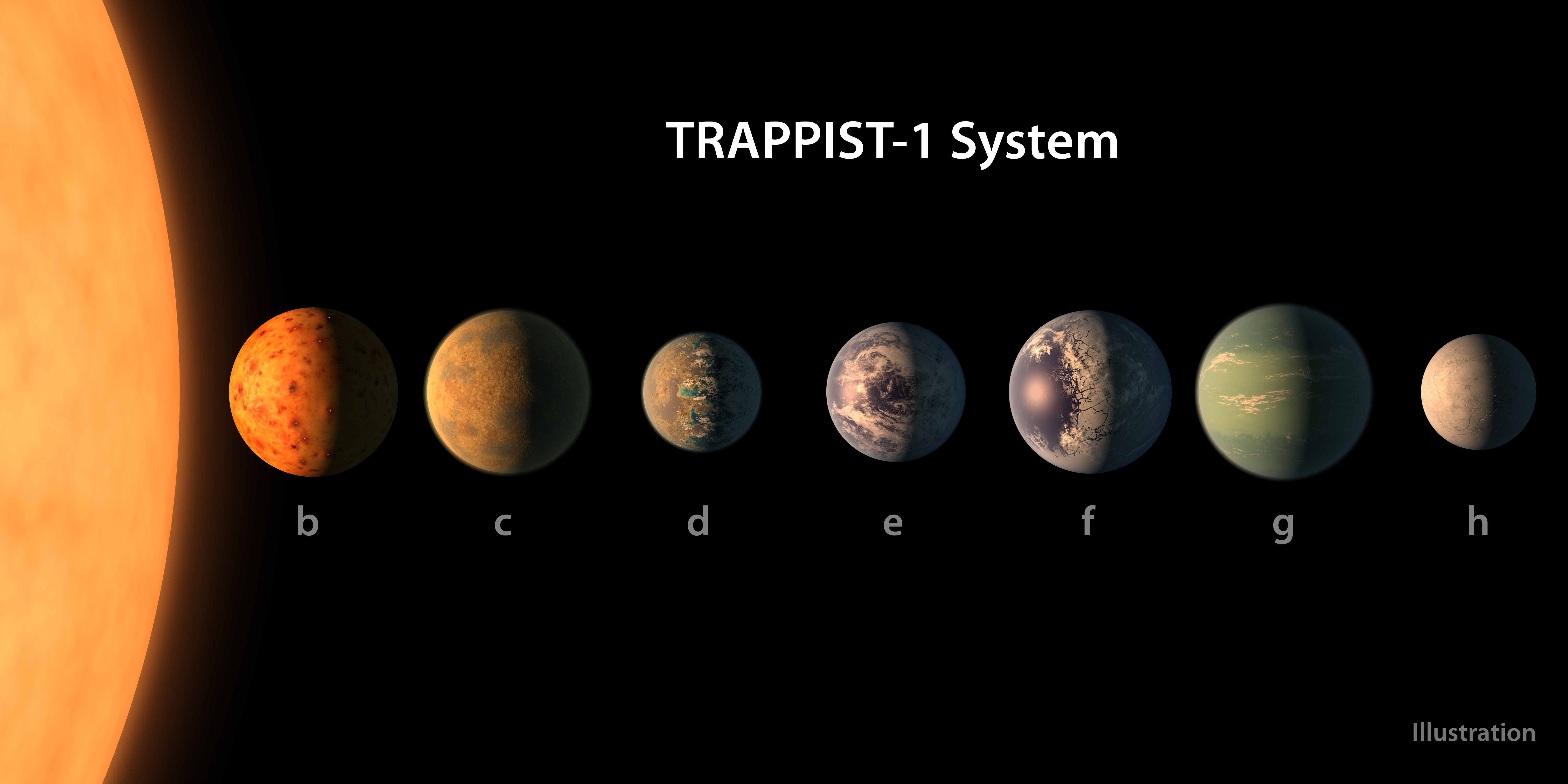
22 شباط / فبراير: اكتشاف سبعة كواكب بحجم الكواكب الخارجية التي قد تكون في نطاق صالح للحياة حول الترابيست-1، فائقة باردة قزم وهو نجم أكبر قليلا من حجم كوكب المشتري

- 15 شباط / فبراير – دراسة نشرت في الطبيعة تجد أن نسبة الأكسجين في المحيطات تكون 2% على الصعيد العالمي في السنوات ال 50 الماضية، بسبب الاحتباس الحراري والطبقية.[54][55]
- 16 شباط / فبراير
  - ناسا (بعثة فجر ) وجدت أدلة من وجود مواد عضوية على سيريس، وذلك يعد أول اكتشاف لجزيئات عضوية من المدار على الحزام الرئيسي.[56]
  - طور باحثون من جامعة تكساس في أوستن brain probe فائق المرونة، ويهدف إلى تحقيق أكثر موثوقية على المدى الطويل ودون التسبب في تشكيل ندبة عند الزرع.[57]
- 21 شباط / فبراير – وصف العلماء تقنية لزراعة كميات كبيرة من خلايا داخل الأذن والتي بدورها تتحول إلى خلايا سمعية يمكن أن تستخدم في علاج الصمم.[58]
- 22 شباط / فبراير – أعلن علماء الفلك عن اكتشاف سبعة كواكب بحجم الكواكب الخارجية التي قد تكون في نطاق صالح للحياة حول الترابيست-1، فائقة باردة قزم وهو نجم أكبر قليلا من حجم كوكب المشتري، وتقع على بعد حوالي 40 سنة ضوئية من الأرض.[59]

### آذار / مارس
- 1 مارس – وجد الباحثون أدلة لأقدم أشكال الحياة على الأرض. والتي قد تكون الكائنات الحية الدقيقة التي تم اكتشافها في الفتحات الحرارية المائية في حزام Nuvvuagittuq من كيبيك, كندا، وقد عاشوا في وقت مبكر حوالي 4.280 مليار سنة بعد فترة ليست طويلة من تشكيل المحيطات 4.4 مليار سنة، ولم يمض وقت طويل عليها بعد تشكيل الأرض 4.54 مليار سنة[60][61][62]
- 2 مارس – جامعة ألبرتا تعلن تفاصيل DeepStack برنامج الذكاء الاصطناعي الجديد القادر على الفوز على الإنسان في لعبة البوكر للمرة الأولى.[63]
- 7 آذار / مارس
  - سينتينيل-2بي هو قمر صناعي أوروبي للتصوير الضوئي للأرض، وهو القمر الثاني من جيل سينتينيل-2 الذي أطلقته وكالة الفضاء الأوروبية في 7 مارس 2017 كجُزء من برنامج كوبرنيكوس الفضائي. يكون مداره على مراحل 180° ضد القمر الاصطناعي سينتينيل-2 الذي أُطلق في عام 2015. يتميز هذا القمر الصناعي باحتواءه على أجهزة علميَّة لمسح رقعة واسعة من الأرض بحيث تكون الصُّور عالية الدقة بسبب التصوير متعدد الأطياف الذي احتوى على 13 حزمة طيفيَّة والهدف منه هو مسح الأرض من عدة جهات وتصوير كل مكان في الأرض مرة واحدة كل خمسة أيام وتكرارها عدة مرات لمعرفة التغييرات المناخيَّة والطبيعيَّة فيه.[64]
  - كاسيني-هايجنز هو مشروع مشترك ل ناسا ووكالة الفضاء الأوروبية ووكالة الفضاء الإيطالية. مهمة فضائية غير مأهولة تتلخص في استكشاف نظام كوكب زحل برمته بأدق التفاصيل الممكنة، بحيث يستكشف الجو والتركيبة الداخلية والأقمار المحيطة به وحلقاته المدهشة ومجاله المغناطيسي. مهمة تستغرق أربع سنوات.[65]
  - 9 آذار / مارس
  - الباحثون في معهد العلوم الأساسية قاموا بنشر تفاصيل عن ذرة ذاكرة لتخزين النظم.[66]
  - تبين أن جين CDH2 متورط في الموت المفاجئ بين الشباب والرياضيين.[67]

نيسان/أبريل

#### ٢٠ أبريل
الباحثون بالهيئة العامة للأبحاث بالمملكة المتحدة بالتعاون بقيادة العالم جيوفانا مالوشي يتوصلون إلى تأثير العقارين ترازودون ودايبنزيل ميثان من حيث تأثيرهما على آلية موت الخلايا بالأمراض التنكسية. 

## توقع الأحداث المجدولة

### مايو
- 16 مايو - سيزامي، سيتم افتتاح مصدر الضوء السنكروترون بالتعاون من إسرائيل، السلطة الوطنية الفلسطينية وإيران.

### آب / أغسطس
- 8 آب / أغسطس - خسوف القمر الجزئي
- 21 آب / أغسطس - كسوف الشمس الكلي سوف يحدث، في الولايات المتحدة

### أيلول / سبتمبر
- 15 أيلول / سبتمبر - سوف تُنهي كاسيني ملاحظاتها حول زحل والحلقات والاقمار. وسوف تحصل على التوجيه إلى الغلاف الجوي لزحل كي تتفكك.

### تاريخ غير معروف
- Chang'e 5, عودة المركبة المسئولة عن أخذ عينة من القمر. وسوف تكون أول عينة قمر منذ عودة بعثة لونا 24 في عام 1976.
- الاتحاد الأوروبي x-ray ليزر الإلكترون الحر (XFEL) من المقرر أن يبدأ.[71]
- مشروع Event Horizon Telescope المتوقع أن يلتقط الصورة الأولى من المنطقة بالقرب من ثقب أسود.[72]
- Muon g-2, Mu2e and Mu3e ثلاثة تجارب لدراسة الميونات، خطة البدء في اتخاذ البيانات في عام 2017.[73][74][75]
- جوجل تخطط لبناء جهاز كمبيوتر الكم يتفوق على السرعة الكلاسيكية لأجهزة الكمبيوتر في بعض المهام.<ref>Davide Castelvecchi (3 يناير 2017). "Quantum computers ready to leap out of the lab in 2017". مؤرشف من الأصل في 2019-12-31. اطلع عليه بتاريخ 2017-01-04.<

## وصلات خارجية
- "Medical sciences news highlights of 2012". BBC. 29 December 2012.
- "27 Science Fictions That Became Science Facts In 2012". بزفيد. 19 December 2012.
- "366 days: Nature's 10 – Ten people who mattered this year". نيتشر (مجلة). 19 December 2012.
- Science obituaries at Legacy.com